# Mike Adams (allenatore)
Mike Adams (20 febbraio 1965) è un allenatore di calcio ed ex calciatore inglese.

## Carriera

### Giocatore
Ha giocato fino all'età di 21 anni nelle giovanili del Chelsea, interrompendo poi la sua carriera ad alti livelli a causa di un grave infortunio ad un ginocchio; in seguito, ha giocato per alcuni anni a livello semiprofessionistico.

### Allenatore
Ha cominciato la propria carriera allenando la Nazionale grenadina nel 2004. Nel 2011 è tornato sulla panchina della Nazionale grenadina, che a allenato dal febbraio 2011 all'agosto 2011 e con cui ha partecipato alla Gold Cup 2011.